# Aguadulce (distrito)
Aguadulce é um distrito da província de Coclé, Panamá. Possui uma área de 466,40 km² e uma população de 39.290 habitantes (censo 2000), perfazendo uma densidade demográfica de 84,24 hab./km². Sua capital é a cidade de Aguadulce.